# Carlos Aguiar Retes
Carlos Aguiar Retes (Tepic, Nayarit, 9 de enero de 1950) es el arzobispo primado de México, trigésimo sexto sucesor de Fray Juan de Zumárraga y custodio de la imagen de la Virgen de Guadalupe del Tepeyac.
Fue elegido para ser cardenal por el papa Francisco, según se anunció el 9 de octubre de 2016, a la vez es uno de los 9 presidentes delegado para el Sínodo de Obispos del mundo, elegido por el papa Francisco, el 7 de julio de 2023.
Fue Presidente de la Conferencia del Episcopado Mexicano (CEM), durante la visita del Papa Benedicto XVI en 2012 a Guanajuato.

## Sacerdocio
- Vicario parroquial de la Parroquia Santa María Goretti (1973-1974).
- Rector del Seminario de Tepic (1978-1991).
- Fundador y capellán del Club Serra (1979-1991).
- Presidente de OSMEX (Organización de Seminarios Mexicanos) de 1986-1990.
- Vocal de la Directiva de la OSLAM (Organización de Seminarios Latinoamericanos), de 1988-1991.
- Profesor de Sagrada Escritura en la Universidad Pontificia de México (1996-1997).
- Rector de la Residencia "Juan XXIII" para Sacerdotes de la Pontificia Universidad de México (1996-1997).

## Episcopado

### Obispo de Texcoco
Fue nombrado obispo de Texcoco el 28 de mayo de 1997 y consagrado Obispo el día 29 de junio del mismo año.
- EL 25 de mayo de 2000, la presidencia del CELAM lo nombra Secretario General de ese organismo para el cuatrienio 1999-2003, en sustitución de Mons. Felipe Arizmendi.
- Es nombrado Vicepresidente Primero del CELAM, el 15 de mayo de 2003, durante la XXIX Asamblea Ordinaria del CELAM, en Paraguay, para el cuatrienio 2003-2007.
- Nombrado Secretario General de la CEM, durante la LXXVI Asamblea Ordinaria de la CEM para el trienio 2003-2006.
- Durante la LXXXII Asamblea Ordinaria de la CEM en noviembre de 2006, es nombrado Presidente de la CEM para el trienio 2006-2009.
- El 8 de marzo de 2007, su Santidad Benedicto XVI lo nombró miembro del Pontificio Consejo para el Diálogo Interreligioso, por un quinquenio 2007-2012.
- En mayo de 2007 participa en la V Conferencia General del Episcopado Latinoamericano y del Caribe.
- Durante la XXXI Asamblea Ordinaria del CELAM es nombrado Presidente del Departamento de Comunión Eclesial y Diálogo para el periodo 2007-2011.

### Arzobispo de Tlalnepantla
El 5 de febrero de 2009 Nombrado por su Santidad Benedicto XVI, III Arzobispo de Tlalnepantla.
- 30 de marzo de 2009 profesión de Fe en la Catedral de Tlalnepantla.
- 31 de marzo entrega de la Bula Papal de manos del Nuncio Apostólico Christophe Pierre.
- Toma de Posesión de la Arquidiócesis en la capilla abierta de San Miguel Arcángel en la Basílica de los Remedios.
- En la LXXXVIII Asamblea Plenaria de los Obispos es reelecto como Presidente de la Conferencia del Episcopado Mexicano en el trienio 2009-2012.
- Presidente del Consejo Episcopal Latinoamericano  (CELAM 2011-2015).

El 20 de diciembre de 2016 fue nombrado miembro de la Pontificia Comisión para América Latina ad quinquennium.
El 10 de enero de 2017 fue nombrado miembro del Pontificio Consejo para el Diálogo Interreligioso.

### Arzobispo Primado de México
El 7 de diciembre de 2017 fue nombrado por el papa Francisco como Arzobispo Primado de México, trigésimo sexto sucesor de Fray Juan de Zumárraga y custodio de la imagen de la Virgen de Guadalupe del Tepeyac.
El 22 de junio de 2021 fue nombrado miembro de la Congregación para la Educación Católica ad quinquennium.
El 20 de diciembre de 2021 fue confirmado como miembro de la Pontificia Comisión para América Latina ad aliud quinquennium.
El 22 de noviembre de 2022 fue nombrado miembro del Dicasterio para la Cultura y la Educación ad quinquennium.
El 7 de julio de 2023, el papa Francisco, lo nombró junto con el arzobispo ecuatoriano, Luis Cabrera Herrera y otros obispos, como uno de los 9 presidentes delegado para la XVI Asamblea General Ordinaria del Sínodo de los Obispos, que lleva por título “Por una Iglesia sinodal: comunión, participación y misión”.

## Sucesión
| Predecesor: Ján Chryzostom Korec, S.J.       | Cardenal presbítero de Santos Fabiano y Venancio en Villa Fiorelli 2016 - presente | Sucesor: En el cargo                    |
| Predecesor: Norberto Rivera Carrera          | Arzobispo Primado de México 2017 - presente                                        | Sucesor: En el cargo                    |
| Predecesor: Ricardo Guízar Díaz              | Arzobispo de Tlalnepantla 2009 - 2017                                              | Sucesor: José Antonio Fernández Hurtado |
| Predecesor: Magín Camerino Torreblanca Reyes | Obispo de Texcoco 1997 - 2009                                                      | Sucesor: Juan Manuel Mancilla Sánchez   |
| Predecesor:                                  | Presidente del CELAM 2011 - 2015                                                   | Sucesor: Rubén Salazar Gómez            |